# Dejan Davidovac
Dejan Davidovac (cyr. Дејан Давидовац; ur. 17 stycznia 1995 w Zrenjaninie) – serbski koszykarz, występujący na pozycjach niskiego lub silnego skrzydłowego, reprezentant kraju, od 2023 zawodnik Crvenej Zvezdy Meridianbet.

## Osiągnięcia
Stan na 14 stycznia 2024, na podstawie, o ile nie zaznaczono inaczej.

### Drużynowe
- Mistrz:
  - ligi adriatyckiej (2019, 2021, 2022)
  - Serbii (2018, 2019, 2021, 2022)
- Wicemistrz:
  - ligi adriatyckiej (2018)
  - Serbii (2017)
- Zdobywca:
  - Pucharu Serbii (2021, 2022)
  - Superpucharu Ligi Adriatyckiej (2018)
- Finalista:
  - Superpucharu Ligi Adriatyckiej (2023)
  - Pucharu Serbii (2018–2020)

### Indywidualne
- MVP kolejki ligi adriatyckiej (1 runda półfinałów – 2018/2019, 3 runda półfinałów – 2020/2021)

### Reprezentacja
Seniorska
- Wicemistrz świata (2023)
- Uczestnik:
  - mistrzostw Europy (2022 – 9. miejsce)
  - kwalifikacji olimpijskich (2021 – 2. miejsce)
  - europejskich kwalifikacji do mistrzostw świata (2021 – 8. miejsce)
- Współlider igrzysk olimpijskich w skutecznosci rzutów wolnych (2024 – 100%)[5]

Młodzieżowe
- Mistrz Europy U–20 (2015)
- Uczestnik mistrzostw Europy U–18 (2013 – 6. miejsce)